# Råbelövsbanan
Die Råbelövsbanan war eine temporäre Motorsport-Rennstrecke etwa fünf Kilometer nördlich von Kristianstad und etwa 100 Kilometer nordöstlich von Malmö in der Provinz Skåne län in Südschweden. Sie wurde nach Råbelöv benannt, einem Herrenhaus an der Strecke, dessen Besitzer die Ländereien, auf der die Piste lag, zur Verfügung stellte.

## Geschichte

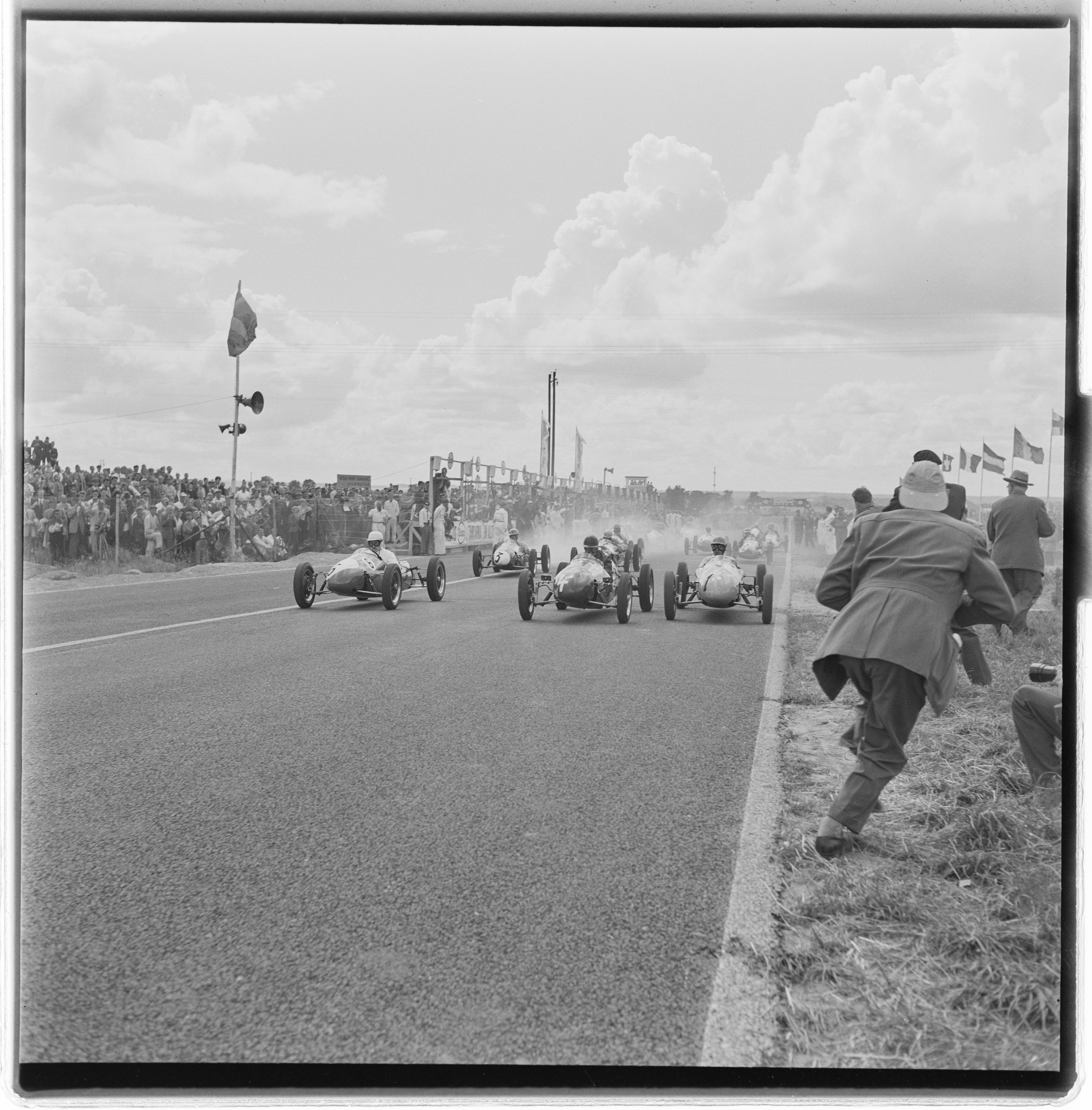
Start eines Formel-3-Rennens 1955

Ab 1951 wurden auf der Råbelövsbanan Rennen veranstaltet. Von 1951 bis 1961 wurde mit dem Skåneloppet, benannt nach der Provinz Skåne, ein Motorradrennen ausgetragen, das schnell internationale Bedeutung erlangte. So trugen sich zum Beispiel die deutschen DKW-Werksfahrer Siegfried Wünsche und August Hobl sowie Reg Armstrong und Geoff Duke in die Siegerlisten ein. Im Jahr 1956 verunglückte während des Skåneloppet der Niederländer Lo Simons tödlich.
Das 1000-km-Rennen von Kristianstad für Automobile zählte 1956 und 1957 als Großer Preis von Schweden zur Sportwagen-Weltmeisterschaft.
In den Jahren 1959 und 1961 beheimatete die Strecke den Grand Prix von Schweden im Rahmen der Motorrad-Weltmeisterschaft, nachdem es im vorhergehenden Austragungsort Hedemora zu schweren Unfällen gekommen war. Ab 1962 wurde der skandinavische Motorrad-WM-Lauf nach Finnland verlegt und der Grand Prix von Schweden vorerst nicht mehr ausgetragen. In Kristianstad fanden in der Folge keine Rennen mehr statt.

## Streckenbeschreibung
Die Råbelövsbanan bestand aus öffentlichen Straßen, die für die Veranstaltungen abgesperrt wurden und wurde im Uhrzeigersinn befahren. Sie hatte eine Breite von sechs bis acht Metern und eine Länge von 6357 Meter.
Die Piste verlief von Start und Ziel zuerst nordwärts bis Skola, von dort aus nordöstlich bis Råbelöv. Dann bog sie südöstlich ab und führte über Fjålkestad bis Stenslid. Danach verlief die Strecke in südlicher Richtung über Balsby, Fårarp und Nosaby bis Fredrikslund, wo sie nach Westen in Richtung Fredriksdal und Torsebro abbog. Danach führte sie nordwärts zu Start und Ziel zurück.

## Sieger der Motorrad-WM-Rennen
| Jahr | 125 cm³                       | 250 cm³               | 350 cm³                  | 500 cm³                  |
| ---- | ----------------------------- | --------------------- | ------------------------ | ------------------------ |
| 1959 | Tarquinio Provini (MV Agusta) | Gary Hocking (MZ)     | John Surtees (MV Agusta) |                          |
| 1961 | Luigi Taveri (Honda)          | Mike Hailwood (Honda) | František Šťastný (Jawa) | Gary Hocking (MV Agusta) |